# Helena Scheuberin
Helena Scheuberin, est une femme du comté de Tyrol particulièrement connue en raison du procès pour sorcellerie mené contre elle en 1485 par l'inquisiteur pontifical Heinrich Kramer (Henricus Institoris).
Son acquittement, grâce notamment à l'évêque d'Innsbruck Georg Golser, conduisent Kramer à écrire un livre de démonologie, Malleus Maleficarum, qui, publié en 1487, est le premier jalon du phénomène de la chasse aux sorcières, qui va sévir en Europe occidentale jusqu'au XVIIe siècle.

## Le procès d'Innsbruck (1485)

### Origine
L'origine du procès est la mort d'un chevalier, Jörg Spiess, à la suite d'une maladie au cours de laquelle son médecin lui aurait conseillé de ne pas continuer à rendre visite[pas clair] à Helena Scheuberin afin d'éviter de mourir. À la suite du décès de Spiess, Helena est accusée d'avoir utilisé la magie noire pour le tuer.

### Les interrogatoires
Environ cinquante femmes sont interrogées en même temps qu'Helena Scheuberin, dénoncées par d'anciens amoureux, conjoints trompés ou personnes ayant eu des querelles et des conflits avec elles.

### Le procès
Le procès commence en 1485 à Innsbruck,, impliquant Helena et six autres femmes. L'accusation est menée par Heinrich Kramer, moine dominicain de Sélestat, qui, vers 1480, a été nommé inquisiteur pour les régions de l'Alsace au Tyrol (Autriche antérieure) par le pape. L'avocat Johann Merwais souligne dès l'ouverture du procès que les modalités d'interrogatoires ont été inappropriées, comportant des questions induisant les réponses.  
Plusieurs personnes témoignent contre les accusées, mais leurs témoignages sont affaiblis par l'animosité personnelle des témoins envers l'accusée principale. 
Heinrich Kramer fonde son accusation sur une critique des pratiques sexuelles de l'accusée, qu'il juge indécentes. Il lui pose des questions détaillées sur ses activités sexuelles, à tel point que le représentant de l'évêque lui demande de partir[réf. nécessaire]. 
Helena Scheuberin est loin de se laisser faire et n'hésite pas à apostropher Kramer personnellement durant le procès,

### Intervention de l'évêque en faveur des accusées
De son côté, l'évêque Georg Golser, examinant attentivement les dossiers, trouve qu'il existe une disparité entre les dénonciations initiales et les accusations retenues par Kramer. Ce dernier choqué par la promiscuité et le comportement sexuel des accusées a essayé de mettre en évidence un lien entre promiscuité sexuelle (immoralité) et pratique de la sorcellerie. 
Considérant qu'aucune accusation de diabolisme ne figure dans les accusations initiales et que la vie sexuelle des femmes n'a pas à être évoquée aussi crûment, l'évêque cesse d'accorder sa confiance à l'inquisiteur. 
D'une part, les autorités locales (ecclésiastiques et laïques) considèrent encore la sorcellerie comme un délit mineur, pas nécessairement associé à Satan. D'autre part, l'évêque redoute des représailles des familles des accusées envers le représentant de l'Inquisition en cas de lourdes condamnations. 

### Un verdict très clément
Il décide de clore rapidement le procès : Helena Scheuberin et ses coaccusées sont soit acquittées, soit condamnées à des peines mineures sous forme de pénitence. 
L'archiduc Sigismond de Habsbourg, comte de Tyrol, accepte de payer les frais du procès.

## Importance historique de cette affaire

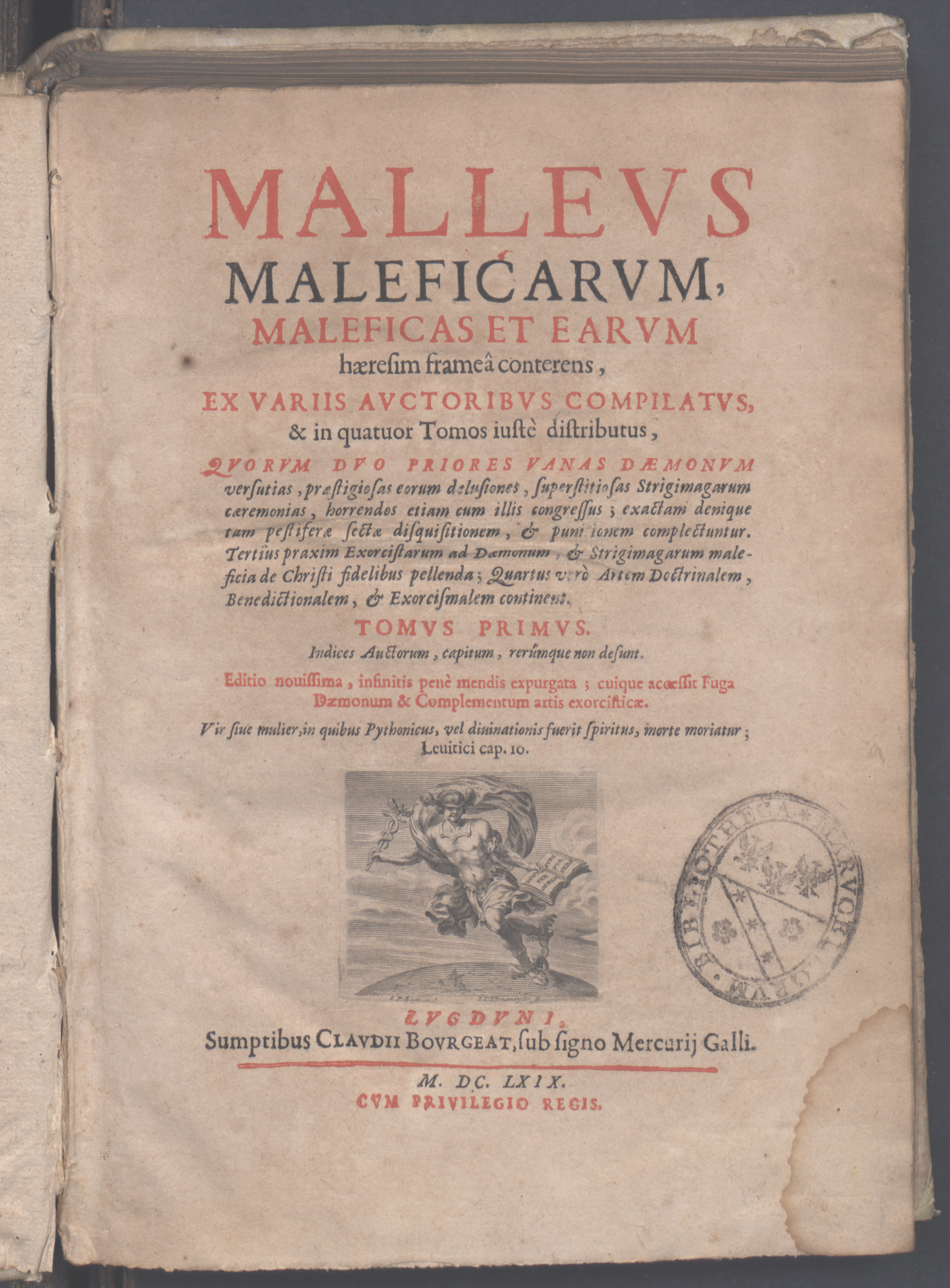
Page de garde du„Malleus maleficarum Lyon 1669

Les procès sont initiés en partie par l'inquisiteur Heinrich Kramer, qui voyage en Allemagne afin de débusquer des sorcières. Le diocèse local refuse d'obéir à ses ordres, ce qui conduit Kramer à chercher par la suite le soutien du Pape, sous forme de la publication d'une bulle papale, la Summis desiderantes affectibus (1484) qui réaffirme son autorité judiciaire en tant qu'inquisiteur.
Kramer n'est pas satisfait de l'issue du procès et reste à Innsbruck pour continuer ses enquêtes. Il finit par partir après avoir échangé des courriers avec un évêque Italien, Georg Golser, qui lui ordonne de partir d'Innsbruck. Il retourne à Cologne et y écrit un traité sur la sorcellerie qui devient par la suite le Malleus Maleficarum, publié pour la première fois en 1487, et qui constitue une sorte de manuel d'instructions pour trouver, identifier et faire avouer les sorcières.

## Postérité
Un roman historique est publié sur la vie d'Helena Scheuberin, en 2010.